# Бахтов Володимир Олександрович
Бахтов Володимир Олександрович (нар. 17 січня 1954, Золоте Луганської області) — художник і фотограф, майстер графіки, офорту, історичної реконструкції, винахідник техніки геліографії. Заслужений художник України. Член Міжнародної асоціації «Сузір'я графіків». Чоловік художниці Тетяни Бахтової.

## Біографія
Володимир Бахтов закінчив художньо-графічний факультет Одеського державного педагогічного інституту ім. К. Д. Ушинського (1975). Відтоді приїхав працювати до Миколаєва. Протягом 1981—1988 рр. працював у графічній студії Будинку творчості художників «Сенеж» м. Москва. З 1989 року мешкає і працює в селі Парутине Очаківського району Миколаївської області, неподалік від якого розташована славетна Ольвія. Там він заснував творче об'єднання «Дім Бахтових» (2004). У 1986 −1988 роках взяв участь в морській подорожі по Середземному і Чорному морях у складі експедиції «Чорне море».

Учасник обласних, республіканських, всесоюзних, міжнародних виставок з 1976 року в Болгарії, Німеччині, Монголії, Португалії, США, Швейцарії, Фінляндії та ін. Серед найвідоміших — «Традиції та пошук» (Париж, 1984), «Мистецтво країн Балтії» (Росток,1985), «Людина, сім'я, суспільство» (США, 1989), «Молоді таланти з СРСР» (Антверпен, 1989), «IX графічне бієнале» (Берлін, 1991), «Мистецтво XXI століття» (Канада, США, 1991—1992), «Трієнале графіки» (Краків, 1994, 1997; Київ, 1997), «Бієнале графіки» (Варна, 1995) та ін. Персональні виставки були в Італії, Німеччині, Польщі, Києві, Львові, Одесі, Хмельницькому та ін. Твори експонувалися у Вільнюсі, Парижі, Чикаго, містах Канади. Учасник ленд-арт симпозіумів України.
В Парижі, у знаменитому Салоні на Гранд Пале, уперше влаштували вернісаж українських митців. У світовій мистецькій столиці зовсім несподівано засяяло ім'я молодого, ще тоді тридцятирічного, художника-графіка з Миколаєва В. Бахтова. Він уперше явився тоді на міжнародному мистецькому горизонті, був нагороджений срібною медаллю.
 .
Твори В.Бахтова зберігаються в Третьяковській галереї, Міністерстві культури України, Національному музеї Сербія (Белград), Дирекції виставок Спілки художників України, Національному художньому музеї (Київ), в колекції Берлінського інвестиційного банку, в приватних колекціях США, Греції, Італії, Німеччини, Бельгії, Франції та ін.
Основні роботи і проєкти: «Древнее городище Ольвия». «Дом Бахтовых». «Ольвийские мистерии», «Реконструкція простору».
Відомий В. Бахтов і як книжковий графік. 2001 року його офорти використані у книзі віршів та симфоній Дмитра Кременя «Елегія троянського вина» (видавництво «Можливості Кіммерії», 2001), 2020 — у «Скіфській одіссеї» Ліни Костенко (вид-во «Либідь»).
В. Бахтов висувався на здобуття Національної премії України імені Тараса Шевченка із виставковим проєктом «Античні коди України. Сакральні реконструкції» у номінації «графічне мистецтво» (2019). Як зауважила мистецтвознавиця О.Філоненко, «Художня практика Володимира і Тетяни Бахтових є унікальною на теренах України. Розкриття актуальності ідей з історичного минулого Північного Причорномор'я для сучасної України є важливим кроком до самоідентифікації та самоповаги нації, та веде до сакралізації простору, яка спонукає більш відповідально ставитися до свого життя та навколишнього оточення. Адже морально-етичні уявлення формуються в тому числі і художніми методами».

## Звання і нагороди
- Срібна медаль Паризького Салону Товариства французьких художників «Гранд-Пале» (1984)
- Диплом Спілки художників СРСР (за серію офортів «Вітри Кіммерії»; 1986)
- Стипендіат Спілки художників України (1984—1987).
- Член Міжнародної асоціації «Сузір'я графіків» (м. Краків, «Трієнале»; 1994)
- Заслужений художник України (1999).
- «Городянин року» у номінації «Мистецтво» (2003)

## Виставки

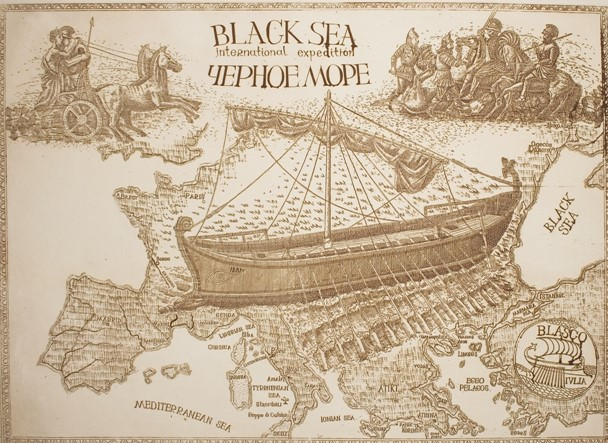
Экспедиція «Чорное море», офорт. 1989 р.

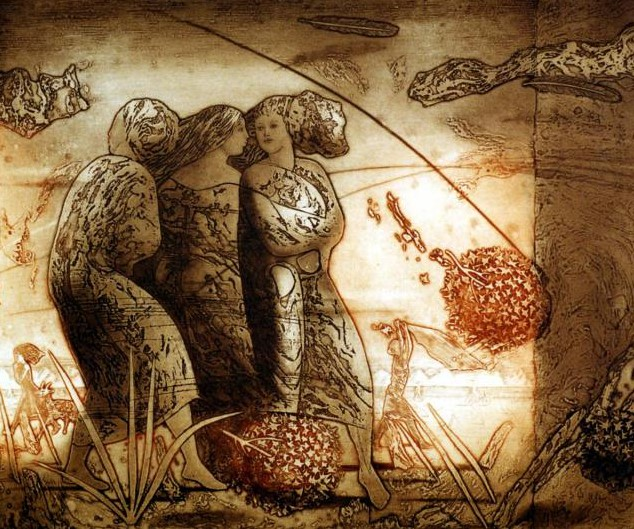
«Народження Шторму», офорт із серії «Вітри Кіммерії». 1986 р.

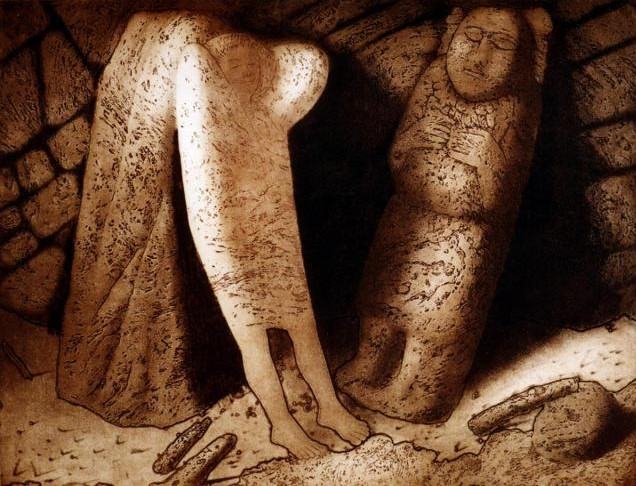
«Тепле каміння», офорт з серії «Таємниці Таврії». 1988 р.

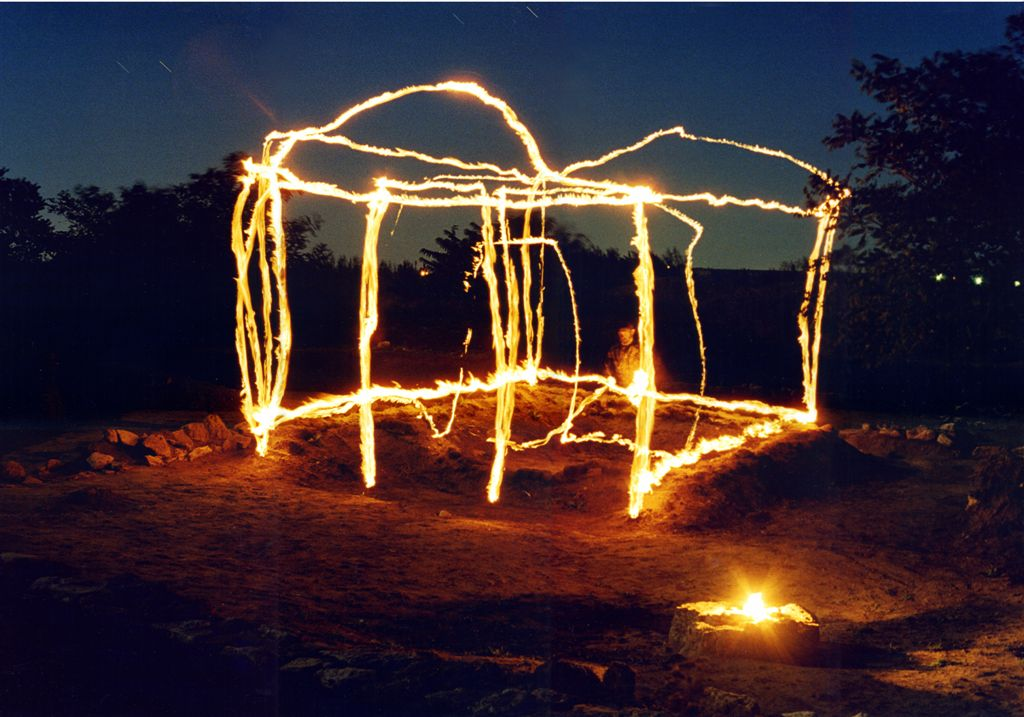
«Храм Афродити», геліографіті на о. Березань, 2010 р.

### Участь у виставках
- 1981 −1988 р.р. Графічна майстерня у домі творчості «Сенегал»
- 1983 р., 1985 р. Німеччина. Виставка українських художників.
- 1984 р. м. Париж, Франція. Салон Гран Пале — «Традиції та пошук».
- 1991 — 1992 р.р. Канада, США. Виставка «Мистецтво XXI ст.».
- 1986 — 1987 р.р. Виставка українських художників в Португалії, Болгарії, Швейцарії, Фінляндії.
- 1985 р. м. Москва. Виставка «Образотворче мистецтво УРСР».
- 1987 р. США. Виставка «Людина, сім'я, суспільство».
- 1989 р.м. Антверпен. Виставка «Молоді таланти із СРСР».
- 2004 р. м. Одеса. V міжнародна виставка.
- 2003—2006 р. м. Миколаїв. Виставка на Спаській,45 — «Міф — ключ до колективної пам'яті».
- 2004 «Ольвія. Реконструкція простору», ювілейна виставка (Миколаїв. Музей В. В. Верещагіна).
- 2006 «Діалог з каменем», фестиваль «Галіція» (Польща. Перемишль).
- 2006 «Ольвійські містерії. Анімація Фідія». (ЦСМ «Совіарт»).
- 2006 «Спокуса».  (Туреччина. Трабзон).
- 2006 «Мельпомена». Ілюстрації до Геродота. (ГФК, Одеса)
- 2007 «Вогняна реконструкція Ойкумени». (Музей архітектури імені Щюсєва. Москва).
- 2008 «Рандеву-Арт», арт-ярмарок. (Греція. Афіни)
- 2008 «Без часу», ленд-арт симпозіум. (Галерея «Ботега», Київ)
- 2008 «Пейзаж з Руїнами», офорт. (Галерея «Триптіх», Київ).
- 2009 «Тиждень актуального мистецтва» (МО Дзига, Львів).
- 2009 «Світ левкасу», «Файн-арт Україна-09», спецпроєкт. (Український Дім, Київ).
- 2009 «Трансгресії», міжнародний енвайромент проєкт. (Львів, Одеса).
- 2009  «Графіка чи вже фотографія?», «Триєнале графіки» (Ополє).
- 2009  « Морські історії». (Галерея  «Зелена піраміда», Севастопіль).
- 2009 «Антика та Авангард», міжнародний артфестиваль. (Галерея  «Зелена піраміда», Севастополь).
- 2009 «Графіка Володимира Бахтова». (Польща, Краків).
- 2010 «Вулиця ігор-ігри на вулиці», (Гете-інститут, галерея «Совіарт». Київ).
- 2010 «Ніч у музеї. Сакральні реконструкції». (Літературний музей, Одеса).
- 2011 «Східні ворота. Арт-поле. Крим». (Зинджирли медресе. Бахчисарай).
- 2012 «Комунікація XXI». Аукціон. (Музей сучасного мистецтва, Київ).
- 2012 «Комунікація XXI». (ЦДХ, Київ).
- 2014 «Спротив матеріалів». (Інститут проблем сучасного мистецтва НАМУ. Київ).
- 2014 «Зв'язок часів». Графіка 90-х. (Салон ЦДХ. Москва).
- 2017 «Символи безкрайнього степу». (Музей Івана Гончара, Київ).
- 2017 «Ерос та Натхнення». (Галерея Арт-кафедра. Луцьк).
- 2018 «Символізм. Коди сучасності» («Музей Української Діаспори», Київ).
- 2019 «Сучасний український символізм та Михайло Врубель. Діалог через століття»  (Національний музей «Київська картинна галерея»).
- 2019 «Сучасний український символізм» (МСУМ Корсаків, Луцьк)
- 2019—2020 «Античні коди України. Сакральні реконструкції» («Музей Української Діаспори», Київ, МСУМК Луцьк, виставкова зала ММПКіМ Миколаїв, НІАЗ «Ольвія»).
- 2019—2021 «Левкас», Всеукраїнська бієнале (Галерея «Білий Світ», Київ, Україна).
- 2021  «Одіссея Володимира Бахтова», виставка офорту (виставкова зала ММПКіМ, Миколаїв, Україна).

### Участь в графічних бієнале і трієнале
- 1985 р. м. Росток. Бієнале «Мистецтво країн Балтії».
- 1991 р. м. Берлин. «1Х графічне бієнале».
- 1994 р. м. Краків, Польща. «Трієнале графіки».
- 1995 р. м. Варна, Болгарія. « Бієнале графіки».
- 1997 р. м. Краків, м. Київ. «Трієнале графіки».
- 2003 р. м. Краків, Польща. Бієнале графіки.
- 2003 р. м. Краків, Польща. Трієнале графіки.
- 2003г. м. Варна, Болгарія. «Бієнале графіки».
- 2004 р. м. Каїр, Єгипет. «Трієнале графіки».

### Персональні виставки художника
1. 1989 р. м. Одеса. «Виставка офортів Вл. Бахтова».
2. 1993 р. м. Берлин, Німеччина. Виставка «Українській погляд».
3. 1994 р. м. Франкфурт на Одері, Німеччина. «Ukrainian impressions».
4. 1996 р. м. Берлин. Виставка «zeitreise».
5. 1997 р. м. Київ. Виставка «Реконструкция».
6. 1998 р. м. Берлин. Виставка «Находки времени».
7. 1998 р.м. Берлин. Виставка «Ритуальна реконструкція».
8. 1999 р. м. Миколаїв, Київ, Хмельницький. Виставка «Реконструкція простору».
9. 2000 р. м. Ольвія.
10. 2001 р. м. Київ. Україна. Міжнародний фестиваль — «Ініціатива». Проєкт 01. 2002 р. Міжнародний фестиваль — «Ініціатива». Проєкт 021.
11. 2002 р. м. Миколаїв. Виставка «Ойкумены».
12. 2003 р. м. Миколаїв. Виставка на Спаської, 45 — «Просто папір».
13. 2004 р. м. Маріуполь. Виставка «Ойкумены».
14. 2004 р. м. Миколаїв. Виставка «Кінець сезону».
15. 2005 р. м. Миколаїв. Виставка у галереї на Спаської,45.
16. 2005 р. Миколаїв. Проєкт «Южная парадигма».
17. 2006 р. Стамбул. Туреччина — Artis/ 2006/.
18. 2006 р. м. Київ. « Арт».
19. 2006 р.м. Київ. Проєкт Анімація Фідія « Южная парадигма».
20. 2007 р. м. Москва Проєкт «Огненная Реконструкция».
21. 2007 р. Музей архітектури ім. Щусева. Виставка «Ойкумены».
22. 2008 р. вересень, м. Київ. Всеукраїнська виставка до дня художника.